# أداما درابو
أداما درابو (1948 - 15 يوليو 2009) (بالفرنسية: Adama Drabo)‏ مخرج وكاتب مسرحي مالي.

## مسيرته
أبدى أداما درابو اهتمامًا بالسينما منذ طفولته في العاصمة المالية باماكو. بدأت حياته المهنية في السينما كهواية - لمدة عشر سنوات، حيث كان مدرسًا في إحدى القرى المالية، وفي أوقات فراغه كان يرسم ويكتب المسرحيات.
في عام 1979، انضم إلى المركز الوطني للإنتاج السينمائي (CNPC). هناك عمل مع المخرج الشيخ عمر سيسوكو كمساعد مخرج في فيلم (Nyamanton) سنة 1986، وفيلم (Finzan) سنة 1989.
في عام 1988، أنتج فيلمًا قصيرًا بعنوان (Nieba la journalée d'une paysanne).
في عام 1991، أنتج أول فيلم كامل له بعنوان (نار)، والذي تم ترشيحه لجائزة الأسد الذهبي في مهرجان لوكارنو السينمائي الدولي، وتم عرضه في المهرجان الأفريقي للسينما والتلفزيون في واغادوغو. كما عُرِض في قسم جائزة نظرة ما خلال مهرجان كان السينمائي 1991.
في عام 1997، أنتج فيلم (Taafé Fanga)، الذي يحكي قصة امرأة من قبيلة الدوجون تجد قناعًا سحريًا وتستخدم صلاحياته لعكس أدوار الجنسين في قريتها. ظهر هذا الفيلم في مهرجانات سينمائية في جميع أنحاء العالم، بما في ذلك مهرجان كان وطوكيو ونامور وواغادوغو.

## روابط خارجية
- أداما درابو على موقع IMDb (الإنجليزية)
- أداما درابو على موقع ألو سيني (الفرنسية)
- أداما درابو على موقع أول موفي (الإنجليزية)
- أداما درابو على موقع قاعدة بيانات الأفلام السويدية (السويدية)
- أداما درابو على موقع كينوبويسك (الروسية)